# Sonata para piano n.º 13 (Beethoven)

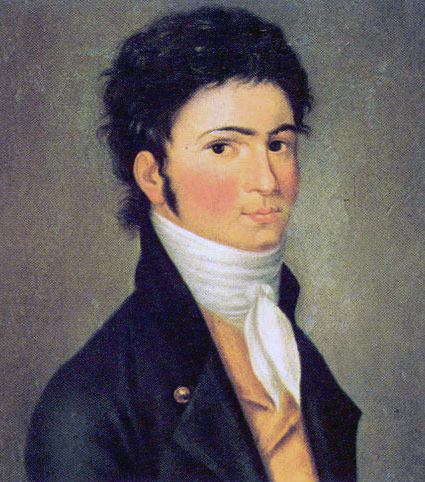
Beethoven en 1801.

La sonata para piano n.º 13 en mi bemol mayor Op. 27 n.º 1, subtitulada "Quasi una fantasia", fue compuesta por Ludwig van Beethoven entre 1800 y 1801. La partitura está dedicada a la princesa Josephine Fürstin de Liechtenstein.

## Historia

### Composición
Las dos sonatas que conforman el Opus 27 son la n.º 13 y la n.º 14 "Claro de luna". La composición de las piezas de este Opus se desarrolló desde principios de 1801 hasta el otoño de 1801 como muy tarde. En ese año Beethoven se quejaba cada vez más de su pérdida de audición, pero en el que no se sintió personalmente infeliz.
La chica mágica era Giulietta Guicciardi, a la que dedicó la Sonata "Claro de luna" op. 27 n.º 2. Beethoven la había conocido en su juventud en 1800 y le dio clases de piano. Sin embargo, el sueño se truncó como muy tarde en 1803, cuando Giulietta se casó con el conde Robert Gallenberg. 
Aunque Claro de luna se haya llevado toda la fama y las interpretaciones, es la n.º 1 la que representa un avance radical para el compositor. Además, es divertido escucharla. Ambas llevan el subtítulo "Quasi una fantasia" ("Casi una fantasía") ya que las secciones de cada una de estas obras, estrechamente conectadas entre sí, forman de hecho algo parecido a una fantasía libre. El término, que hace referencia al distanciamiento de la forma respecto de la sonata clásica de Mozart y Haydn, fue utilizado por Beethoven con cierta libertad. Si bien sonatas anteriores, como la n.º 12, o las de su último periodo, como la n.º 28, también introdujeron cambios en el género y llevaron otros títulos, tales como "Große Sonate für das Hammerklavier". 

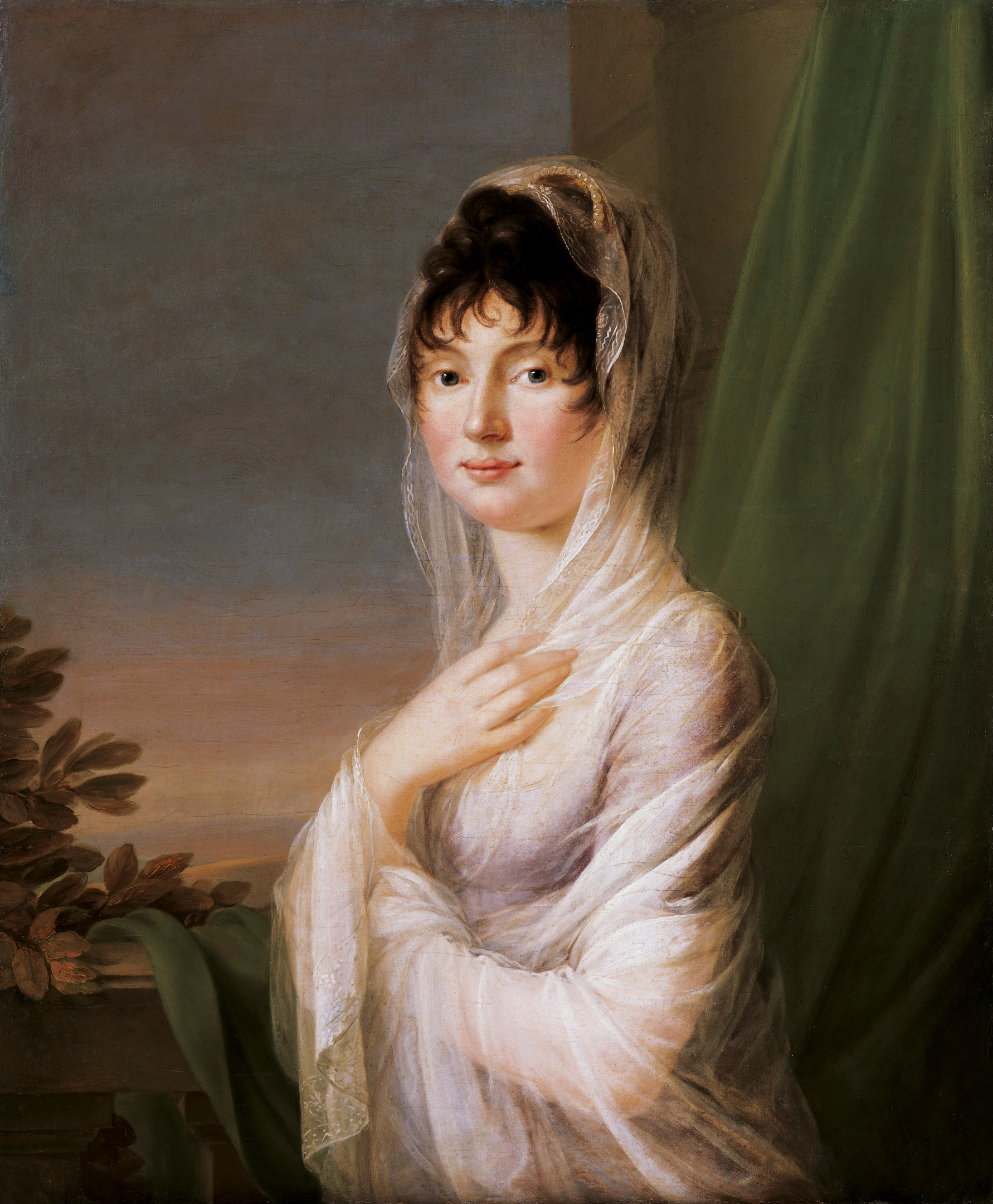
Josefa de Liechtenstein, dedicataria de la pieza.

### Publicación
La primera publicación de este opus fue llevada a cabo por el editor Giovanni Cappi en 1802 en Viena. El 3 de marzo de 1802 en el Wiener Zeitung se anunció la publicación conjunta de la sonata Op. 26 con el título "Grande Sonate" y las dos sonatas Op. 27 bajo el título "Quasi una fantasia". La portada de la primera edición de esta sonata está en italiano y dice así:

«Sonata Quasi una Fantasia per il Clavicembalo o Piano-Forte composta e dedicata a Sua Altezza la Signora Principessa Giovanni Liechtenstein nata Langravio Fürstenberg da Luigi van Beethoven, Opera 27 No. 2.»
Sonata casi una fantasía para clavecín o piano, compuesta y dedicada a su Alteza la señora princesa Giovanni Liechtenstein, nacida Langravio Fürstenberg, de Ludwig van Beethoven. Op. 27, n.º 1.

La dedicatoria que figura en la partitura es para la princesa Josephine von Liechtenstein, esposa del príncipe Juan I José de Liechtenstein que era un mariscal de campo del ejército imperial, así como un famoso coleccionista de arte.

## Estructura y análisis
La sonata consta de cuatro movimientos:
- I. Andante – Allegro – Tempo I, en mi bemol mayor 4
4
- II. Allegro molto vivace [-attacca-], en do menor 3
4
- III. Adagio con espressione [-attacca-], en la bemol mayor 3
4
- IV. Allegro vivace – Tempo I – Presto, en mi bemol mayor 2
4

La interpretación de esta obra dura aproximadamente 15 minutos. 

### I.Andante - Allegro - Tempo I
El primer movimiento, Andante, está escrito en la tonalidad de mi bemol mayor y en compás de 4/4. Es probablemente el que más claramente muestra el carácter fantasioso del Op. 27. En lugar de un Allegro de sonata, Beethoven compuso un Andante, que sigue la forma rondó: A-B-A'-C-A"-Coda, donde todos los temas son binarios. La veloz sección C, en do mayor y en tempo Allegro, introduce en el centro del rondó una mezcla de velocidades inusual.

### II.Allegro molto vivace
El segundo movimiento, Allegro molto vivace, está en do menor y en compás de 3/4. Es un scherzo en modo menor, un perpetuum mobile armónico antes que melódico. . Le sigue un rítmico trío en modo mayor y una repetición variada de la primera sección en la cual la mano izquierda toca una corchea a destiempo. El scherzo en do menor concluye en la tonalidad de Do mayor (procedimiento que será más frecuente en las composiciones tardías de compositor) en attaca subito, que liga al segundo movimiento con el tercero.

### III.Adagio con espressione
El tercer movimiento, Adagio con espressione, está escrito en la bemol mayor y en compás de 3/4. Aunque posee carácter propio, es en definitiva una introducción de 26 compases al último tiempo, al que conduce mediante la indicación attacca. La relación entre estos dos movimientos es más evidente aun cuando antes de la coda del Allegro vivace, Beethoven retorna el Adagio, aunque en otra tonalidad.

### IV.Allegro vivace - Tempo I - Presto
El cuarto y último movimiento, Allegro vivace, retoma la tonalidad inicial y el compás es 2/4. Es un Allegro de sonata sin repeticiones que, al igual que buena parte de la obra de Beethoven, es antes rítmico que melódico. A un desarrollo que inicia como la exposición le sigue la recapitulación. Antes del final y durante ocho compases se vuelve al tema del Adagio, esta vez modulado a la tónica, el cual conduce a la veloz coda.